# Kızıltepe
Kızıltepe là một huyện thuộc tỉnh Mardin, Thổ Nhĩ Kỳ. Huyện có diện tích 1416 km² và dân số thời điểm năm 2007 là 198672 người, mật độ 140 người/km².